# Dirphya guineensis
Dirphya guineensis là một loài bọ cánh cứng trong họ Cerambycidae.